# Makrofotografi

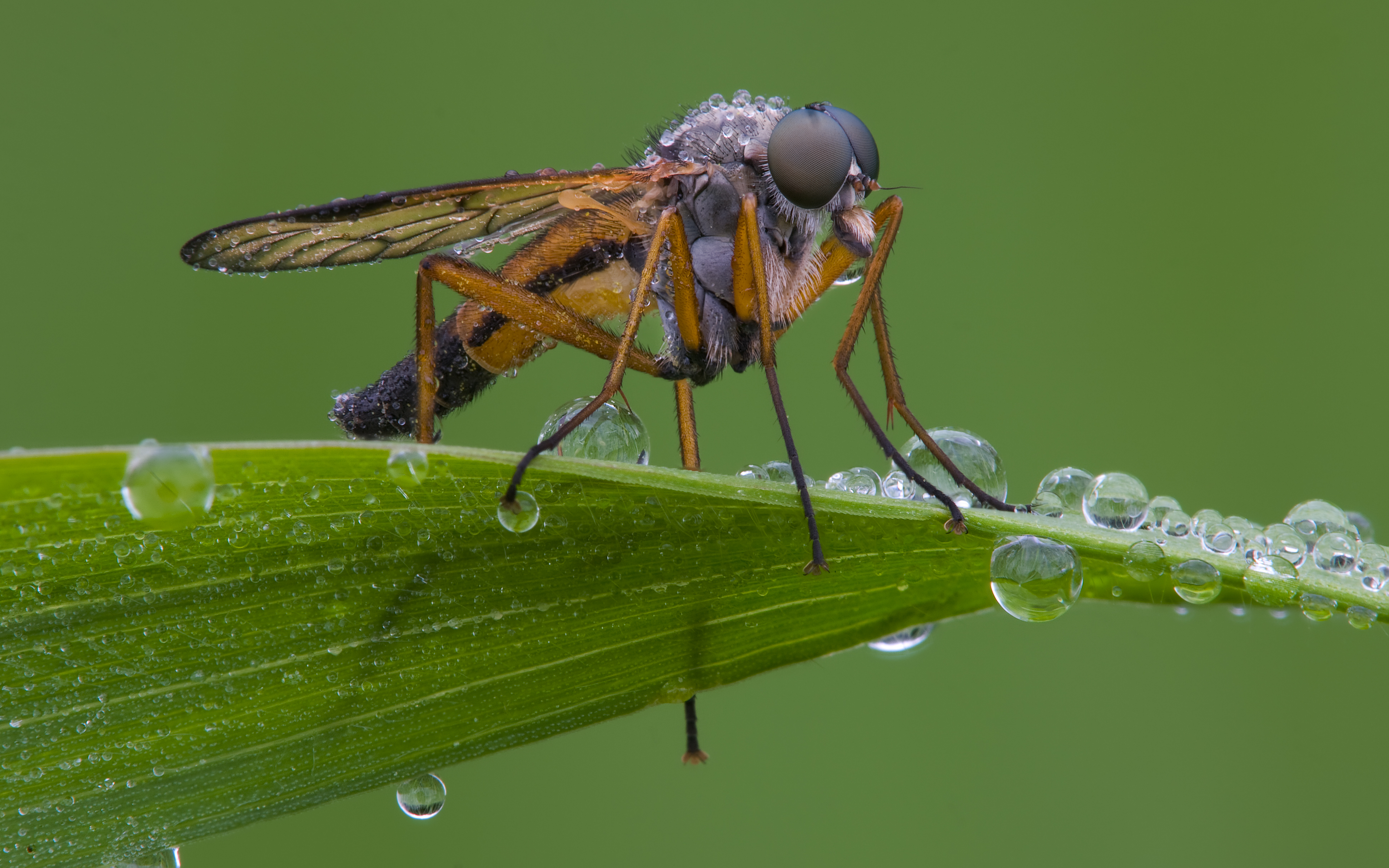
Exempel på makrofotografi av en insekt.

Makrofotografi innebär att man fotograferar små motiv. Det åstadkoms normalt genom att objektivet placeras mycket nära motivet, så att man får en närbild.
Fotografering med avbildningsskalor mellan naturlig storlek (1:1) och 10x förstoring (10:1) brukar kallas makrofotografi, och med större skalor kallas det mikrofotografi (till exempel 20:1, 30:1).

## Utveckling
Innan spegelreflexkameran dominerade vid närbildsfotografi användes ett tillbehör som kallades trådram, den anbringades på kamerans stativgänga och omringade objektivets fokalpunkt utanför bild.

## Funktioner och verktyg
Vid fotografering på mycket korta avstånd fungerar kamerans blixt dåligt; dels är det inte säkert att den lyser upp hela bildområdet på grund av att den sitter en bit vid sidan av objektivet, dels är den ofta alldeles för stark vilket leder till överexponering. Vid makrofotografering kan det alltså vara idé att använda en försättsskiva på blixten som dämpar och sprider ljuset. Det finns även ringblixtar som fästs runt objektivet.
Väljer fotografen att avstå från blixt vid makrofotografering, störs han istället av vibrationerna från en spegelreflexkamera. Det är den uppfällbara spegeln och slutaren som ger upphov till vibrationerna. Kameratillverkarna har dock gjort modifieringar på sina kameror för att dämpa vibrationer. En vanlig modifiering är att spegeln kan vara i uppfällt läge då kameran används för makro- och nattbildstagningar.
Vanliga hjälpmedel till makrofotografi är:
- fotostativ
- makroobjektiv
- zoomobjektiv med makroinställning
- mellanringar
- bälgtillsats
- försättslinser (närbildslinser)
- ringblixt
- se även Mikroskop

Den enda faktorn som bestämmer förstoringen är avbildningsförhållandet, det vill säga i vilket storleksförhållande motivet avbildas på sensorplanet, vare sig det är film eller en digital sensor.

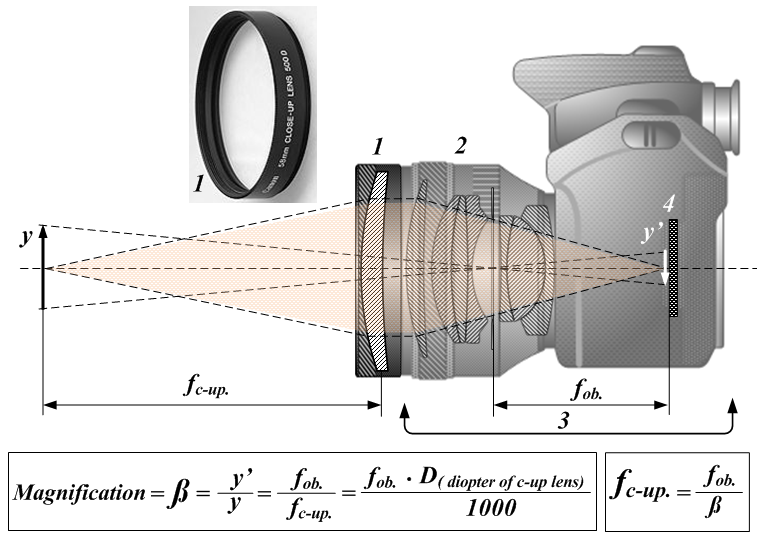
Makrofotografering med försättslins.
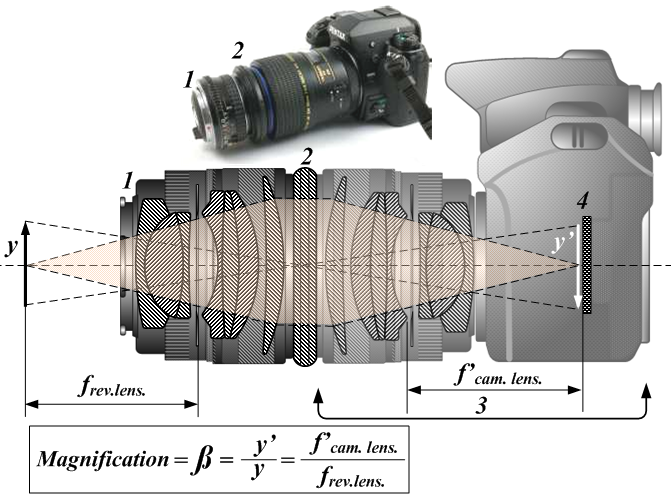
En kamera med ett omvänt objektiv som gängats fast i ordinarie objektivs filtergänga med en enkel adapter.
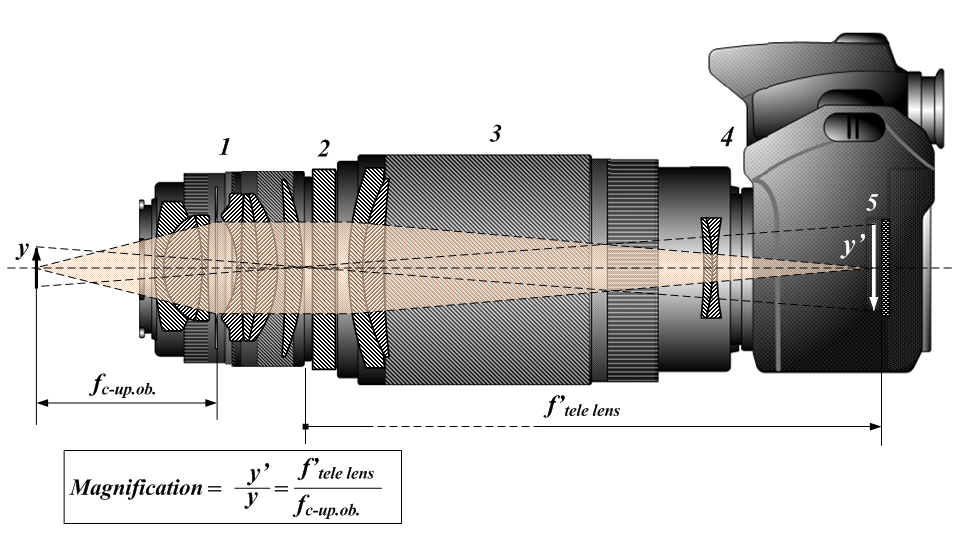
Optisk system för makrofotografering med omvänd lins och teleobjektiv.
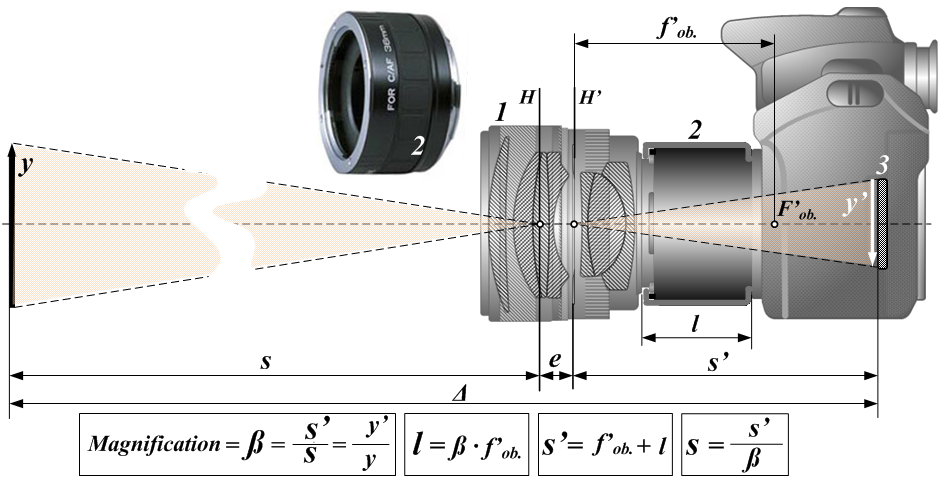
Makrofotografering med mellanringar.

## Användning
Vanliga motiv för makrofotografi är:
- blommor och andra växter
- insekter, spindlar
- andra små djur
- döda föremål såsom frimärken, stenar, innanmäten i apparater mm.

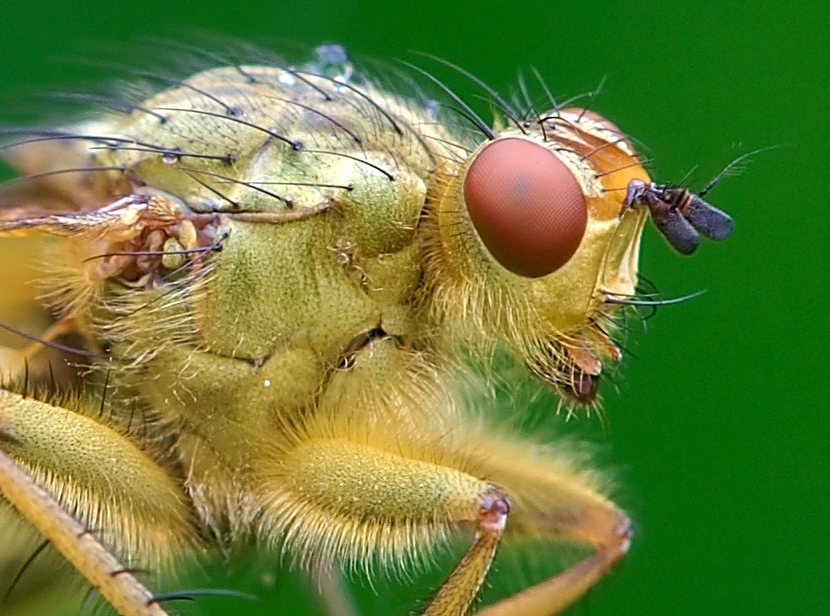
Dyngfluga, arten Scathophaga stercoraria
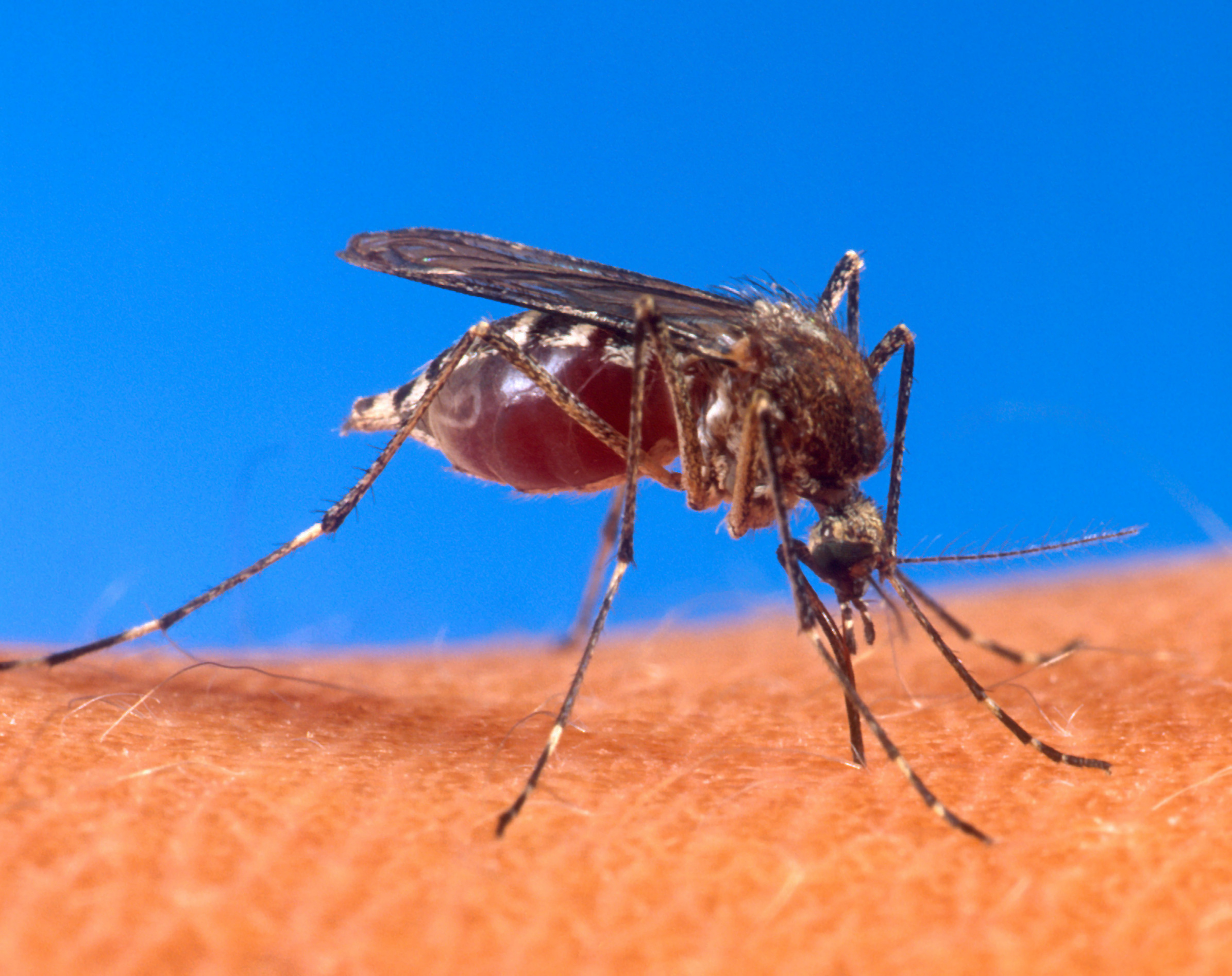
Gulafebernmygga, bitande människa
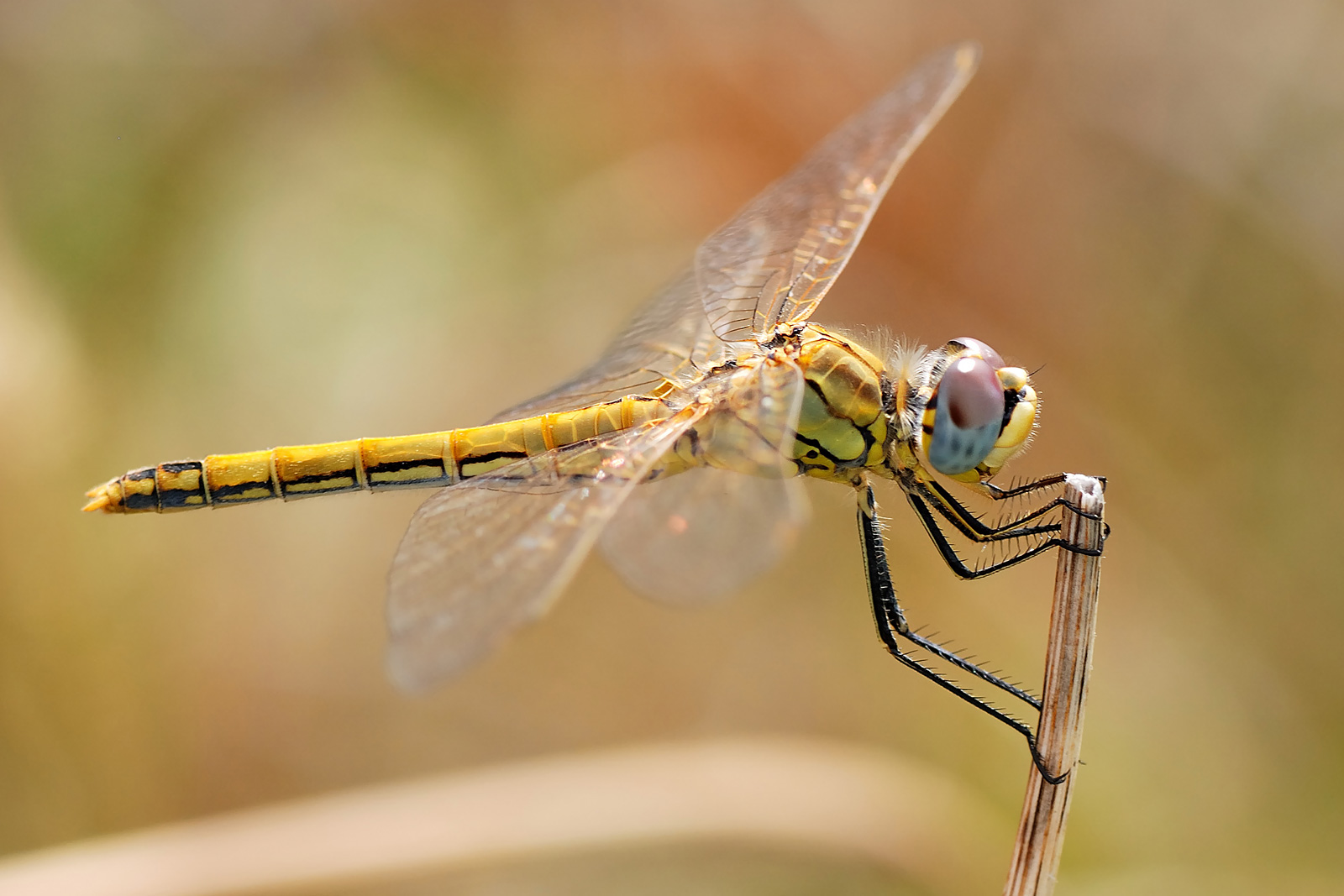
Vandrande ängstrollslända
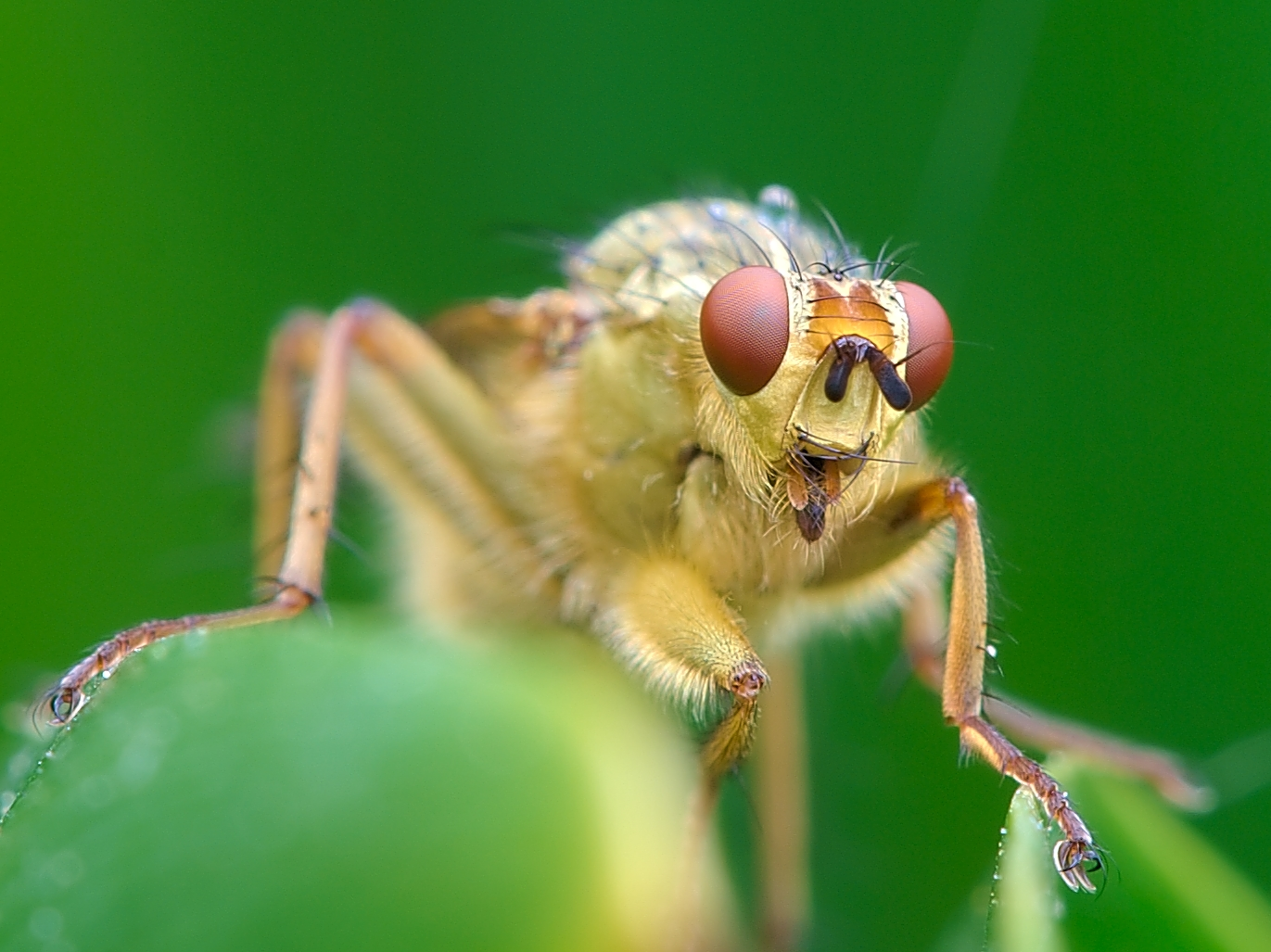
Scatophaga stercoraria, en kolvfluga